# Hohe Seite (Berg)
Die Hohe Seite zwischen Winterberg und Hesborn im nordrhein-westfälischen Hochsauerlandkreis in Deutschland ist ein 752,5 m ü. NHN hoher Berg des Rothaargebirges. Von Süden her wird der Berg auch als Großer Bromberg bezeichnet.

## Geographie

### Lage
Die Hohe Seite liegt im Nordostteil des Rothaargebirges im Naturpark Sauerland-Rothaargebirge. Ihr Gipfel erhebt sich im Stadtgebiet von Hallenberg knapp 15 m östlich der Grenze zu jenem von Winterberg und etwa 300 m westlich der Grenze zu Medebach. Der Berg liegt etwa 4,5 km südöstlich der Winterberger Kernstadt, 3,5 km südsüdöstlich von Elkeringhausen, 2,7 km nordnordwestlich von Züschen (beide zu Winterberg) und 3,8 km (jeweils Luftlinie) nordwestlich von Hesborn (zu Hallenberg).
Über den bewaldeten Berg, an dem mehrere kleine Quellen entspringen, verläuft die Wasserscheide zwischen der Orke im Norden und der Liese im Süden. Auf seiner Südseite verläuft der Wanderweg Hesborner Weg.

### Nebengipfel
Seit der Preußischen Neuaufnahme Ende des 19. Jahrhunderts bis in die zweite Hälfte des 20. Jahrhunderts war die Hohe Seite auf den Messtischblättern 1:25.000 doppelt beschriftet – von Norden als Hohe Seite und von Süden als Großer Bromberg. Auch in der naturräumlichen Gliederung von 1963 wird der Berg als „Großer Bromberg“ bezeichnet. Diese Bezeichnung macht auch insofern Sinn, als der Südgipfel des Bergs als Kleiner Bromberg bezeichnet wird.
Inzwischen findet sich dieser Name jedoch nur noch auf der Grundkarte 1:5000 und bezeichnet dort seine nur gut 200 m entfernten, 747,6 m hohen Süderhebung, die bei einer Schartenhöhe von nur 8,8 m indes kaum als Gipfel, geschweige denn als Berg angesehen werden kann. Einen weiteren Kilometer südsüdöstlich findet sich der Kleine Bromberg (683,8 m), der durch eine Scharte auf 656,6 m abgetrennt ist. Gut 900 m ostsüdöstlich des Hauptgipfels liegt, auf Medebacher Gebiet, die 696,4 m hohe Dillenscheid, die allerdings lediglich 13,2 m Schartenhöhe aufweist. Ein Stockwerk tiefer und etwa 1,8 km ostnordöstlich des Hauptgipfels liegt die Kaltenscheid (567,5 m), deren Scharte auf 549,1 m liegt, am Tal der Orke.

### Nachbarberge
Nachbarberge der Hohen Seite sind der Bollerberg (757,7 m) im Südosten, der Reetsberg (791,6 m) und die Alte Grimme (754,9 m) im Nordnordosten und im Norden, jenseits des Orketals, sowie der Lagerstein (732,1 m) im Westsüdwesten, dessen Südwestriedel mit dem Großen Niggenberg (683,7 m) sich ohne prägnante Gipfel bis südlich der Hohen Seite zieht, bis im Sellerberg (672,6 m) wieder ein recht eigenständiger Berg erreicht wird.

### Naturräumliche Zuordnung
Die Hohe Seite gehört in der naturräumlichen Haupteinheitengruppe Süderbergland (Nr. 33) in der Haupteinheit Rothaargebirge (mit Hochsauerland) (333) zur Untereinheit Hohe Seite (333.7). Die Landschaft leitet nach Westnordwesten in den Naturraum Harfeld (333.56) über und nach Südosten, unter anderem über den Bollerberg, in den Naturraum Hallenberger Hügelland (332.41), der in der Haupteinheit Ostsauerländer Gebirgsrand (332) zur Untereinheit Medebacher Bucht (332.4) zählt.

### Berghöhe
Die Hohe Seite ist 752,5 m hoch. Im Bereich der Gipfelregion sind auf der Deutschen Grundkarte mehrere Höhenangaben verzeichnet: 752 m, 751,5 m und dazwischen 750,4 m.

## Schutzgebiete
Nördlich der Hohen Seite liegen Teile des Naturschutzgebiets Waldreservat Glindfeld (LP Winterberg) (CDDA-Nr. 389938; 2008 ausgewiesen; 2,1 km² groß), östlich solche des NSG Waldreservat Glindfeld (LP Medebach) (CDDA-Nr. 319281; 2002; 21,53 km²) und südlich erstreckt sich das NSG Liesetal (CDDA-Nr. 164454; 1190; 50 ha). Auf der Gipfelregion und den südlichen Bergbereichen liegen Teile des Landschaftsschutzgebiets Hallenberger Waldlandschaft (CDDA-Nr. 345001; 2004; 23,25 km²). Nördlich um die Gipfelregion herum breiten sich Bereiche des Fauna-Flora-Habitat-Gebiets Waldreservat Glindfeld-Orketal (mit Nebentälern) (FFH-Nr. 4817-304; 29,97 km²) und südlich des Bergs erstrecken sich solche des FFH-Gebiets Liesetal-Hilmesberg (FFH-Nr. 4817-305; 1 km²). Auf nahezu dem gesamten Berg liegen Teile des Europäischen Vogelschutzgebiets Medebacher Bucht (VSG-Nr. 4717-401; 138,72 km²).

## Verkehr und Wandern
Durch das nördlich der Hohen Seite liegende Orketal mit dem Vildischen Grund führt zwischen der Kreisstraße 50 bei Elkeringhausen und der Landesstraße 617 bei Medelon ein Fahrweg und durch das einiges südwestlich des Bergs gelegene Nuhnetal die Bundesstraße 236 (Winterberg–Züschen–Hallenberg). Von diesen Straßen führen Wald- und Wanderwege zum Berg.